# Adolph Carl von Rothschild

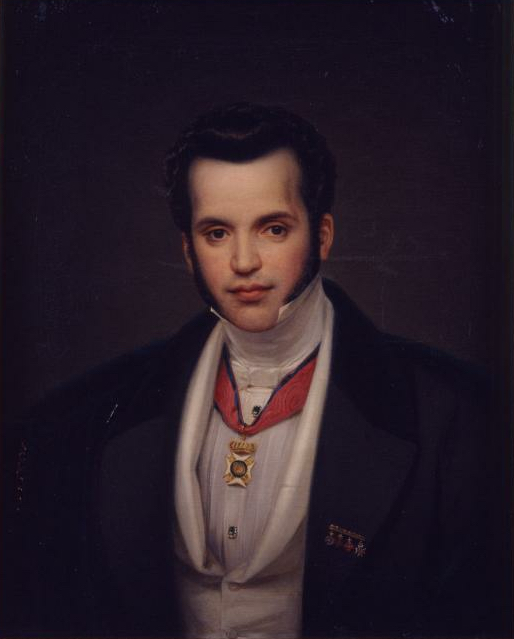
Adolph Carl von Rothschild nel 1851, ritratto eseguito da Moritz Daniel Oppenheim.

Adolph Carl von Rothschild (Napoli, 21 maggio 1823 – Parigi, 7 febbraio 1900) è stato un banchiere tedesco, membro della famiglia Rothschild.

## Biografia
Adolph Carl von Rothschild nacque il 21 maggio 1823, proprio mentre la casa napoletana di suo padre Carl stava mettendo radici in quella città. I suoi fratelli rilevarono la casa di Francoforte e il futuro di Adolph sarebbe stato quello di rimanere alla C M von Rothschild & figli a Napoli
Nel 1850 si sposò con la baronessa Julie von Rothschild (1830-1907). Considerato meno dotato del fratello maggiore, Mayer Carl, che dirigeva la filiale di Vienna, e rimosso dalla filiale di Francoforte, assunse la direzione della casa Rothschild di Napoli. Durante l'invasione di Napoli da parte delle truppe garibaldine nel 1860, decise di fuggire a Gaeta, a nord della città, con il re Francesco II, ma non riuscì a convincere la sua famiglia a concedere i prestiti richiesti dal monarca deposto. Vendette la sua residenza napoletana e si ritirò dagli affari nel 1863. Rimase legato alla deposta Famiglia Reale delle Due Sicilie ospitando spesso la Regina      Maria Sofia nelle sue proprietà francesi.
Nel 1858, fece costruire il castello Pregny da George H. Stokes e Joseph Paxton, su un terreno che si affaccia sul lago di Ginevra. Costruita in stile Luigi XVI, la residenza era destinata principalmente ad ospitare la collezione di dipinti e opere d'arte accumulata da Adolph, in particolare oggetti in cristallo di rocca (acquisì la collezione del Granduca di Baden) e in pietre semi preziose. Rothschild fece allestire un giardino e costruì una voliera e delle serre, che oggi fanno parte dei giardini botanici della città di Ginevra .
Avviò anche la costruzione dell'attuale sinagoga di Napoli nel 1864.
Nel 1868 si trasferì a Parigi in un albergo al 45 e 47 di rue de Monceau, costruito per Isaac Pereire e che aveva trasformato da Félix Langlais.
Dopo che un chirurgo di Ginevra rimosse con successo un pezzo di metallo che si era conficcato nei suoi occhi, nel 1886, il barone Adolph decise di creare un ospedale per "la cura delle malattie degli occhi e della testa e aperto a specialità e tecniche imposte dai progressi della medicina”. Scomparso prima che potesse vedere il suo progetto completato, fu portato a termine da sua moglie, la baronessa Julie Caroline de Rothschild. Fondation ophtalmologique Adolphe-de-Rothschild fu inaugurata nel 1905 a Parigi e riconosciuta di pubblica utilità con decreto del 20 aprile 1909.